# Archimandritato del Santissimo Salvatore

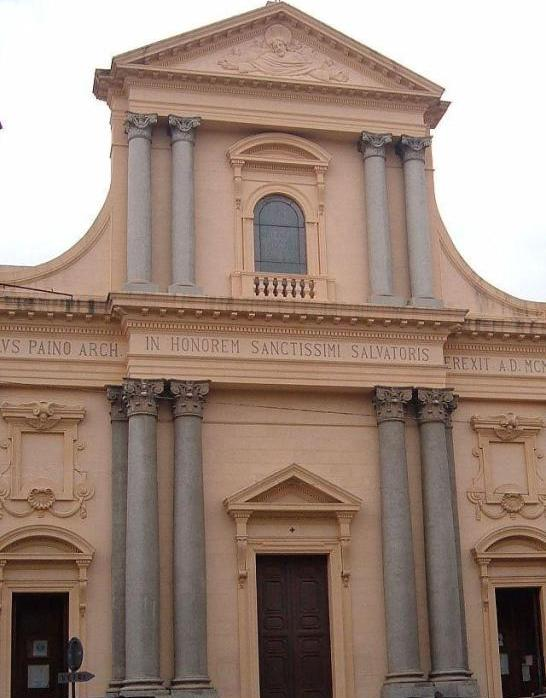
La chiesa del Santissimo Salvatore di Messina, ricostruita dopo il terremoto del 1908, è oggi concattedrale dell'arcidiocesi di Messina-Lipari-Santa Lucia del Mela.

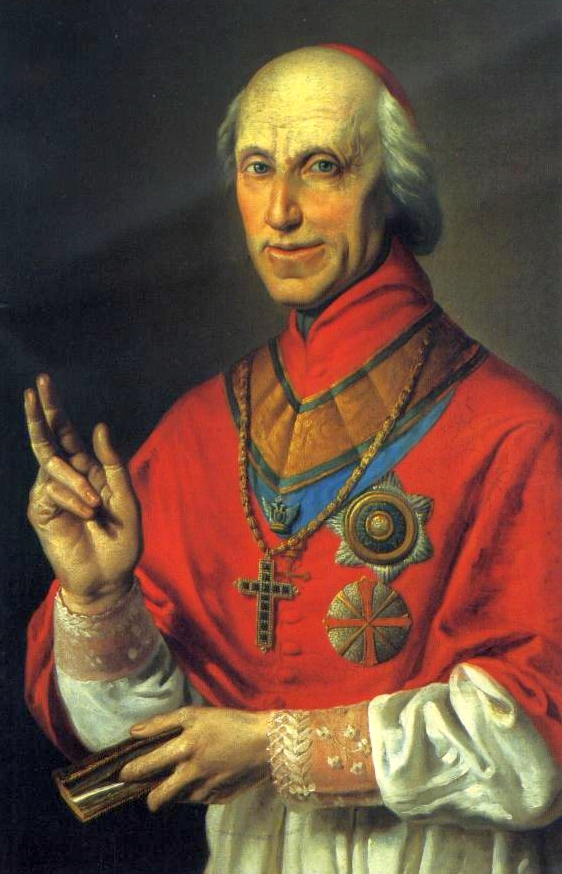
Emmanuele De Gregorio, ultimo archimandrita del Santissimo Salvatore (1807-1838).

L'archimandritato del Santissimo Salvatore è la denominazione del Monastero del Santissimo Salvatore di Messina, importante cenobio del monachesimo basiliano in Sicilia, assunta in seguito all'emanazione da parte di re Ruggero II di un decreto del maggio del 1131, con il quale elevava il monastero a "mandra", cioè Mater Monasteriorum, ovvero a capo di altri monasteri, e pertanto l'egumeno (abate) del monastero assumeva il titolo di archimandrita.
Con un decreto di papa Urbano VIII del 1635 l'archimandritato divenne una «Dioecesim propriam, distinctam, et separatam a quavis alia Dioecesi», unita aeque principaliter all'arcidiocesi di Messina da papa Leone XIII nel 1883. Dal 1986 il titolo di archimandrita del Santissimo Salvatore è unito in perpetuo all'arcidiocesi di Messina-Lipari-Santa Lucia del Mela.

## Storia
L'archimandritato assumeva una giurisdizione su oltre 60 monasteri di Sicilia di tradizione greco-bizantina situati in Sicilia e Calabria, grazie anche ad una dote di 35 tra parrocchie e monasteri concessi dall'arcivescovo di Messina del tempo Ugo. Infatti nell'intento della monarchia siciliana degli Altavilla vi era la necessità, più politica che religiosa, di organizzare in una grande federazione il monachesimo bizantino o greco-cattolico, superstite dalla dominazione bizantina in Sicilia e nel meridione della penisola italica.

### Dalle origini alla metà del XIII secolo
Sin dalla sua fondazione, l'archimandritato aveva il monastero e la chiesa in prossimità della falce del porto della città, nella penisola chiamata di San Ranieri; per la posizione strategica che l'archimandritato assumeva nello Stretto di Messina, il monastero era dotato di una propria flotta e di privilegi commerciali.
Il periodo delle dinastie siciliane degli Altavilla e degli Svevi (XI-XIII secolo) coincise con il massimo splendore, non solo religioso, ma anche culturale dell'archimandritato; l'imperatore e re di Sicilia Federico II, come i suoi predecessori, confermava la propria benevolenza verso il monachesimo basiliano di tradizione orientale.

### Periodo angioino e regime di commenda
La decadenza ebbe inizio nel periodo angioino (1266-1282), tanto che, nel corso del secolo successivo, il monastero del Santissimo Salvatore venne posto in regime di commenda. Nel 1456 venne nominato come abate commendatario il cardinale Basilio Bessarione, artefice di un tentativo di rinascita del monachesimo bizantino in Italia. Il cardinale Bessarione volle accompagnare, al rifiorire spirituale della tradizione siculo-greca, anche la ripresa culturale dell'archimandritato, istituendovi una scuola di greco antico, che vide tra i suoi primi docenti il celebre letterato bizantino Costantino Lascaris.

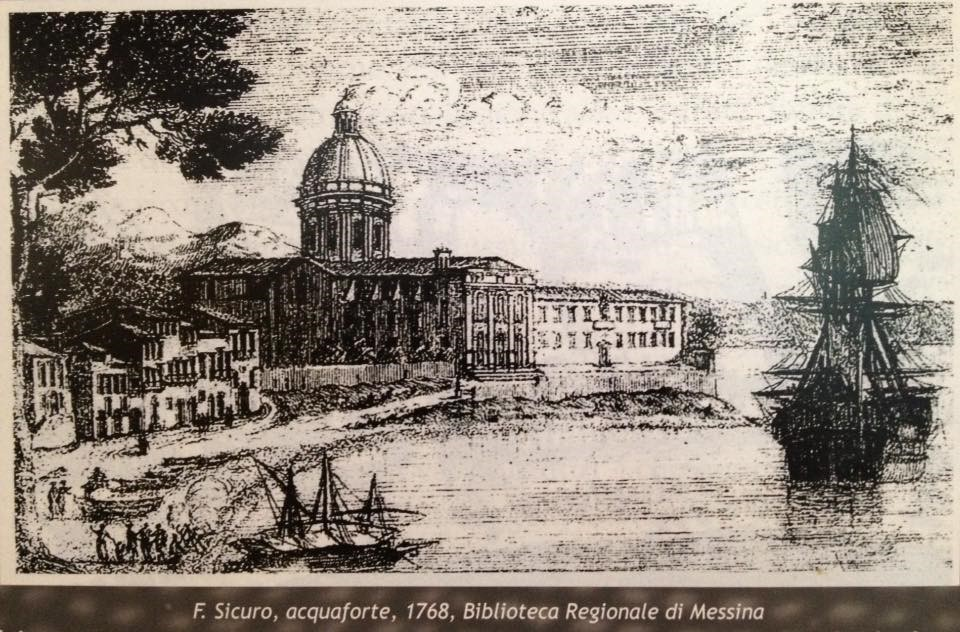
La sede dell'archimandritato del Santissimo Salvatore dal 1563 al 1866, dove attualmente sorge il Museo Regionale di Messina.

Per ordine dell'imperatore Carlo V nel 1546 il monastero fu abbattuto al fine di lasciar posto alle fortificazioni spagnole a difesa della città; nel 1549 un fulmine distrusse anche la chiesa archimandritale, completando così la costruzione del Forte del Santissimo Salvatore. Il monastero e la chiesa furono trasferiti in una nuova sede costruita dallo stesso imperatore nei pressi del torrente Annunziata, dove oggi sorge il Museo Regionale di Messina: infatti il 6 agosto 1563 con grande corteo processionale fu effettuato il trasferimento nella nuova sede archimandritale ancora incompleta.

### Riorganizzazione e istituzione dell'ordine monastico di san Basilio
Il monachesimo bizantino dell'Italia meridionale, ormai nel pieno scollamento con la tradizione orientale, sottoposto a soppressione di monasteri e decremento di monaci, fu riformato da Papa Gregorio XIII, che decise di salvare l'eredità della spiritualità orientale, istituendo nel 1579 la Congregazione d'Italia dei monaci basiliani, incardinando così i monaci italo-albanesi, che non conoscevano sino ad allora l'ordine monastico, sotto l'unico carisma del grande San Basilio di Cesarea.
Anche il Monastero del Santissimo Salvatore subisce l'affiliazione alla Congregazione, ma nel XVII secolo papa Urbano VIII con proprio breve del 23 marzo 1635 dichiarava che l'archimandritato è prelatura nullius, cioè diocesi con un proprio territorio ben definito, separato e distinto da quello dell'arcidiocesi di Messina.

### L'Archimandritato oggi
Il terremoto del 1908 distrusse completamente sia la Chiesa che il Monastero del San Salvatore "dei Greci" che era stato edificato alla foce del Torrente Annunziata in prossimità di Porta dei Greci; dal 1866 e in seguito alle leggi eversive e la soppressione dei beni ecclesiastici e il loro incameramento, erano stati soppressi e gli edifici dal 1888 erano stati destinati dalla caserma della Guardia di Finanza.
In seguito all'unificazione delle diocesi del 1883 e al terremoto,  monsignor Angelo Paino, arcivescovo e archimandrita, nell'intento di restituire una nuova sede all'archimandritato del Santissimo Salvatore, costruì nel 1929 la chiesa del Santissimo Salvatore con l'adiacente complesso dell'oratorio salesiano, in una nuova zona della città. La chiesa consacrata e dedicata, da monsignor Francesco Fasola nel 1964, è attualmente la concattedrale di Messina.
Unica testimonianza della giurisdizione dell'archimandritato è idealmente la parrocchia di Santa Maria del Grafeo, non più attiva dopo la morte improvvisa del sacerdote italo-albanese Daniele Stassi sotto le macerie del terremoto del 1908, e riattivata nel 1997 come prelatura ad personam con proprio clero di rito bizantino nell'ambito dell'arcidiocesi messinese. Nel 2011, il sacerdote messinese Roberto Romeo ha pubblicato un'accurata ricerca sull'archimandritato del Santissimo Salvatore di Messina, offrendo la traduzione italiana delle "Regole generali" del celebre Typikon di San Luca (1131). Lo studio offre un taglio storico-liturgico e porta il seguente titolo: Alle fonti del diritto liturgico orientale: il typikon dell'Archimandritato del SS. Salvatore di Messina (XII secolo). Lo stesso studioso, nel corso del 2017, ha tradotto in lingua italiana, per la prima volta, l'epigrafe greca incisa sul sarcofago marmoreo che contenne le spoglie mortali del primo archimandrita Luca I; il pregevole sepolcro è oggi custodito nel Museo Regionale di Messina.

## Monasteri dipendenti dall'archimandritato
In Sicilia i principali sono:
- San Michele Arcangelo (1084) a Sant'Angelo di Brolo
- San Filippo di Demenna (1090) a Frazzanò
- Santa Maria di Mili (1092) a sud di Messina
- Santi Pietro e Paolo (1092) a Itala
- San Salvatore di Placa (1092) vicino a Francavilla di Sicilia
- San Michele (1092) a Troina
- San Elia di Ebulo (1094) a Troina
- San Michele Arcangelo a Troina
- San Nicandro (1093) a Fiumedinisi
- San Giorgio di Triocala (1097) a Caltabellotta
- San Salvatore di Bordonaro (1099) a sud di Messina
- San Filippo il Grande (1100) a sud di Messina
- Santa Maria (1100) a Mandanici
- San Barbaro di Demenna (1109) a Mirto
- Sant'Elia di Scala (1110) a Oliveri
- San Michele (1124) a Mazara
- San Nicandro (1130) a Messina
- Santa Maria di Campogrosso (1134) ad Altavilla Milicia
- San Giorgio in Kemonia (1140) a Palermo
- Santa Maria di Gala (1144) a Castroreale, ora Barcellona Pozzo di Gotto
- San Leone (1147) a Messina
- Santo Stefano (1147) a Messina
- Santa Maria la Pinta (1167) a Palermo
- Santa Maria (1171) a Vicari
- San Giacomo di Calò (1310) a Novara di Sicilia
- Santa Maria de Jumarriis (1095) a Mazara
- Santa Venera Parasceve (1310) a Castroreale, ora nel comune di Barcellona Pozzo di Gotto
- Santi Pietro e Paolo d'Agrò (1117) a Casalvecchio Siculo. L'abate di questo convento era signore del villaggio di Forza d'Agrò.
- Santi Pietro e Paolo di Itala. L'abate di questo convento era signore dei villaggi di Alì e Itala
- Santa Maria de Mallimacchi nella diocesi di Patti.

Oltre a parrocchie di rito bizantino e monasteri basiliani con i loro possedimenti, grange e metochi, la giurisdizione dell'archimandritato si estendeva sui relativi territori. In virtù del feudalesimo l'archimandrita era quindi anche signore di terre, per lo più nella Val Demone. Era barone, dotato di mero e misto imperio, dell'Universitas Sabucae, detta altresì Terra di Savoca, che, oltre Savoca, comprendeva le attuali località di Casalvecchio Siculo, Antillo, Santa Teresa di Riva, Furci Siculo, Misserio, Locadi, Pagliara. Sempre a Savoca, l'archimandrita aveva una sede periferica (presso la chiesa di Santa Maria in Cielo Assunta) e una residenza estiva (il castello di Pentefur). Nel versante tirrenico era signore di San Gregorio (di Gesso), Salice Messina e Sant'Angelo di Brolo.

## Ruolo dell'archimandrita
Primo archimandrita del Santissimo Salvatore fu nel 1131 Luca, santo monaco basiliano di tradizione orientale, discepolo di san Bartolomeo di Simeri; Luca I, proveniente da Rossano, fu nominato da re Ruggero II archimandrita del Santissimo Salvatore e quindi considerato pater et prelatus abbatum, padre e capo degli egumeni (abati) dei monasteri affiliati. Luca fu archimandrita sino alla sua morte avvenuta nel 1149.
L'archimandrita quindi assumeva a tutti gli effetti la guida di una diocesi con una giurisdizione iniziale su oltre 60 monasteri situati su entrambe le sponde dello Stretto di Messina; nel corso dei secoli non pochi furono i conflitti di giurisdizione e attribuzione, in merito a questioni territoriali o di rito, tra l'archimandrita del Santissimo Salvatore e l'Arcidiocesi di Messina-Lipari-Santa Lucia del Mela.

## Cronotassi degli archimandriti
- San Luca I † (1131 - 1149 deceduto)
- Luca II † (1149 - 1158)
- Onofrio I † (1158 - 1165)
- Niceforo † (1166 - 1168)
- Onofrio II † (1168 - 1183)
- Nifo † (1184 - 1188)
- Leonzio I † (1191 - 1200)
- Luca III † (1202 - 1218)
- Nifo II † (1219 - 1223)
- Macario † (1224 - 1233)
- Nifo III † (1233 - 1239)
- Paolo I † (1244 - 1248)
- Paolo II † (1248 - 1249)
- Pafnuzio † (1250 - 1255)
- Giacomo I † (1256 - 1259)
- Teofimo † (1261 - 1261)
- Eutimio † (1261 - 1266)
- Isacco I † (1266 - 1282)
- Giacomo II † (1282 - 1290)
- Barnaba † (1291 - ?)
- Nifo IV † (1313 - 1345)
- Teodoro † (1345 - 1363)
- Giacomo III † (1363 - 1374)
- Nettario † (1374 - 1378)
- Paolo III † (1386 - 1416)
- Onofrio III del Bufalo † (1416 - 1421)
- Luca IV del Bufalo † (1421 - 1456)
- Basilio Bessarione † (1456 - 1465)[2]
- Pietro Vitali † (1465 - 1468)
- Leonzio II Crisafi † (1468 - 1503)
- Alfonso d'Aragona † (1503 - 1510)
- Andrea della Valle † (1519 - 1531)
- Annibale Spadafora † (1532 - 1553)
- Giovanni Andrea Mercurio † (1555 - 1561)
- Lorenzo Teodoli † (1561 - 1585)
- Francesco del Pozzo † (1585 - 1591)
- Nicolò Stizzìa † (1591 - 17 febbraio 1595 deceduto)
- Felice Novello † (1598 - 28 gennaio 1615 deceduto)
- Ludovico Agliaga † (5 novembre 1619 - 8 marzo 1627 deceduto)
- Diego de Requiesenz † (1º agosto 1628 - 7 ottobre 1647 nominato vescovo di Mazara)
- Francesco Gisulfo e Osorio † (1647 - 21 novembre 1650 nominato vescovo di Cefalù)
- Federico Sforza † (1650 - 24 maggio 1676 deceduto)
- Carlo Reggio † (1676 - 28 aprile 1681 nominato vescovo di Mazara)
- Paolo Savelli † (28 giugno 1682 - 11 settembre 1685 deceduto)
- Placido Di Giovanni † (1686 - 1695 dimesso)
- Pietro Filippo de Berlips † (21 gennaio 1695 - 1703 dimesso)
- Ascanio Gonzaga † (25 giugno 1703 - 1724 dimesso)
- Silvio Valenti Gonzaga † (1724 - 28 agosto 1756 deceduto)
- Giovanni de Gregorio † (luglio 1757 - 11 luglio 1791 deceduto)
- Emanuele Colonna Branciforte † (1793 - 1807)
- Emmanuele De Gregorio † (1807 - 7 novembre 1839 deceduto)

Con la morte di Emanuele II De Gregorio, il 7 novembre 1839, il monastero del Santissimo Salvatore non ebbe più un archimandrita sino al 1883, quando papa Leone XIII, con proprio decreto del 31 agosto, univa aeque principaliter l'archimandritato del Santissimo Salvatore (ossia la diocesi in capo al monastero) all'arcidiocesi di Messina.

## Attuale titolo di archimandrita del Santissimo Salvatore
L'archimandrita del Santissimo Salvatore, ovvero l'egumeno (abate) del monastero del Santissimo Salvatore “in lingua phari” di Messina, è attualmente il titolo, solo onorifico, con cui si fregia l'arcivescovo metropolita di Messina-Lipari-Santa Lucia del Mela.
Primo arcivescovo metropolita di Messina e archimandrita del Santissimo Salvatore fu il cardinale Giuseppe Guarino nel 1884.